# Joel Kling
Joel Kling (ur. 30 kwietnia 1997 w Virserum) – szwedzki żużlowiec.

## Życiorys
W lidze polskiej reprezentant klubów: Motor Lublin (2018) oraz Wybrzeże Gdańsk (2019).
Uczestnik turnieju o Grand Prix Skandynawii (2018 – 1 pkt, XVIII miejsce) – w końcowej klasyfikacji cyklu Grand Prix IMŚ 2018 zajął XXIX miejsce.
Srebrny medalista drużynowego Pucharu Świata (Leszno 2017). Finalista indywidualnych mistrzostw świata juniorów (2018 – XI miejsce). Dwukrotny medalista młodzieżowych indywidualnych mistrzostw Szwecji: złoty (Eskilstuna 2018) oraz srebrny (Hallstavik 2016). W latach 2017–2020 czterokrotny finalista indywidualnych mistrzostw Szwecji (najlepszy wynik: Avesta 2017 – V miejsce).